# 李崙
李崙（1444年—？），字世瞻，號静菴，陝西西安府臨潼縣人，民籍。明朝政治人物。

## 生平
陝西鄉試第十二名。成化五年（1469年）乙丑科會試第一百六十五名，殿試登進士第三甲第十八名。官庐州府知府，兴学筑堤，锄抑强暴，人咸德之。巢县大河水急，多溺死，因作浮桥于上，往来者称便。公性淡薄，一书案衣八年始易。弘治五年（1492年）九月轉河南左參政，去之日，民遮道泣送者以万计。丁憂服闋，十年八月補山東左參政，家贫无屋，都御史某遺以木，却不受，卒后，淑人郝氏至不能举火，守臣奏闻所司，月给养终其身，今祀乡贤。

## 家族
曾祖父李恕。祖父李思忠。父亲李海。